# Madoldolon
Madoldolon es un barangay del municipio filipino de cuarta categoría de Araceli, situado en la provincia de Palawan, región MIMAROPA. Según el censo de 2020, tiene una población de 1060 habitantes.